# Abu Sunbul
Abu Sunbul (arab. أبو سنبل) – miejscowość w Egipcie, w muhafazie Asuan, siedziba markazu Abu Sunbul. W pobliżu znajduje się stanowisko archeologiczne Abu Simbel. W 2006 roku liczyła 2535 mieszkańców.